# Liste von Burgen und Befestigungsanlagen im Hainich
Die Liste von Burgen und Befestigungsanlagen ist ein Verzeichnis von historischen Burgen, Burgställen, Warten und weiteren Befestigungsanlagen im Hainich in den Landkreisen Unstrut-Hainich und Wartburg im westlichen Thüringen.

## Liste der Befestigungsanlagen
Der Hainich ist ein Teil der nördlichen Muschelkalkumrahmung des Thüringer Beckens und erstreckt sich von Bad Langensalza im Südosten bis Mühlhausen-Eigenrieden im Norden, wo er fließend in das Obere Eichsfeld übergeht.
Die Liste ist sortiert nach Befestigungsanlagen von Norden nach Süden.
| Ort / Lage                                 | Name                  | Typ                   | Entstehungszeit | Besonderheiten Erhaltungszustand                   | Bild |
| ------------------------------------------ | --------------------- | --------------------- | --------------- | -------------------------------------------------- | ---- |
| Eigenrieden bis zum Hohes Rode             | Mühlhäuser Landgraben | Landwehr              | um 1400         | Doppelgraben                                       |      |
| Landwehr am Nordwestrand des Hainichwaldes | Vogteier Landwehr?    | Landwehr              |                 | als Fortsetzung des Mühlhäuser Landgrabens         |      |
|                                            |                       |                       |                 |                                                    |      |
| Eigenrieden                                | Eigenrieder Warte     | Wartturm              | um 1400         | Turmstumpf als Teil des Mühlhäuser Landgrabens     |      |
| Eigenrieden                                | Alte Burg             | Fluchtburg            |                 |                                                    |      |
| Peterhof (Mühlhausen)                      | Schlösschen           | Burg                  |                 | Burghügel und Graben                               |      |
| Heyerode Oberdorla                         | Grenzhaus Heyerode    | ursprünglich Wartturm |                 | später zum Grenzhaus umgebaut                      |      |
| Schierschwende/Heyerode Dörnerberg         | Auf der Schanze       | Landwehr              |                 | Teil einer Landwehr                                |      |
| Oberdorla                                  | Kuhburg               |                       |                 | nichts mehr erhalten                               |      |
| Niederdorla/Heyerode Sommerberg            |                       | Volksburg             |                 | mehrfache Grabenanlage                             |      |
| Langula/Kammerforst/Oppershausen           | An der Landwehr/Hagen | Landwehr              |                 | Teil einer Landwehr                                |      |
| Oppershausen                               | Rondell               | Burg                  |                 | Graben und Wall an einem Langwall angrenzend       |      |
| Hallungen                                  | Schloss Hallungen     | Burganlage            | 14. Jahrhundert |                                                    |      |
| Nazza                                      | Alte Burg             | Spornburg             | um 1200         | Wall- und Grabenanlage Teil einer Landwehr         |      |
| Nazza                                      | Burgruine Haineck     | Spornburg             | 14. Jahrhundert |                                                    |      |
| Mihla                                      | Graues Schloss        |                       | um 1200         | als mittelalterliche Wasserburg angelegt           |      |
| Mihla                                      | Rotes Schloss         | Schloss               | 16. Jahrhundert |                                                    |      |
| Berka vor dem Hainich                      | Alte Burg             | Höhenburg             |                 | Bodendenkmal                                       |      |
| Alterstedt                                 | Thiemsburg            | Burg                  | 12. Jahrhundert | Forsthaus 2006 abgerissen und durch Neubau ersetzt |      |
| Wolfsbehringen                             |                       | Motte                 | 14. Jahrhundert |                                                    |      |